# Martin Mittag (Politiker)
Martin Mittag (* 3. März 1982 in Coburg) ist ein deutscher Politiker der CSU und Kaufmann für Versicherungen und Finanzen. Er vertritt seit November 2018 den Stimmkreis Coburg im Bayerischen Landtag. Zuvor war er von 2014 bis 2018 1. Bürgermeister der Stadt Seßlach.

## Leben
Mittag stammt aus einer Gastwirtsfamilie in Seßlach und absolvierte nach der Mittleren Reife eine Ausbildung zum Kaufmann für Versicherungen und Finanzen bei einem größeren Versicherungsunternehmen in Coburg. Diesen Beruf übte er bis zu seiner Wahl zum Bürgermeister aus. 

## Politik
Martin Mittag ist seit 2001 Mitglied der CSU und übernahm im Jahr 2015 den Vorsitz des Kreisverbandes Coburg-Land.

## Öffentliche Ämter
Seit 2002 gehörte Mittag dem Stadtrat der Stadt Seßlach an. Im März 2014 wurde er zum Ersten Bürgermeister seiner Heimatstadt gewählt. Dieses Amt hatte Mittag bis zu seiner Wahl in den Landtag 2018 inne.
Bei der Landtagswahl am 14. Oktober 2018 wurde er als Direktkandidat im Stimmkreis Coburg in den Bayerischen Landtag gewählt. Mittag erreichte 36,1 Prozent der Erststimmen. Dort ist Mittag aktuell Mitglied des Ausschusses für Gesundheit und Pflege und Mitglied des Ausschusses für Wirtschaft, Landesentwicklung, Energie, Medien und Digitalisierung. Bei der Landtagswahl 2023 zog er erneut in den Landtag ein. 
Seit 2008 gehört Mittag dem Kreistag des Landkreises Coburg an. Seit der Kommunalwahl 2020 ist Mittag ebenso Mitglied im Stadtrat der Stadt Seßlach.

## Privates
Martin Mittag ist verheiratet, römisch-katholischer Konfession und lebt in seiner Heimatstadt Seßlach. Martin und Julia Mittag (geb. Bach) sind Eltern eines Sohnes (* 2021). 